# Lew Oborin

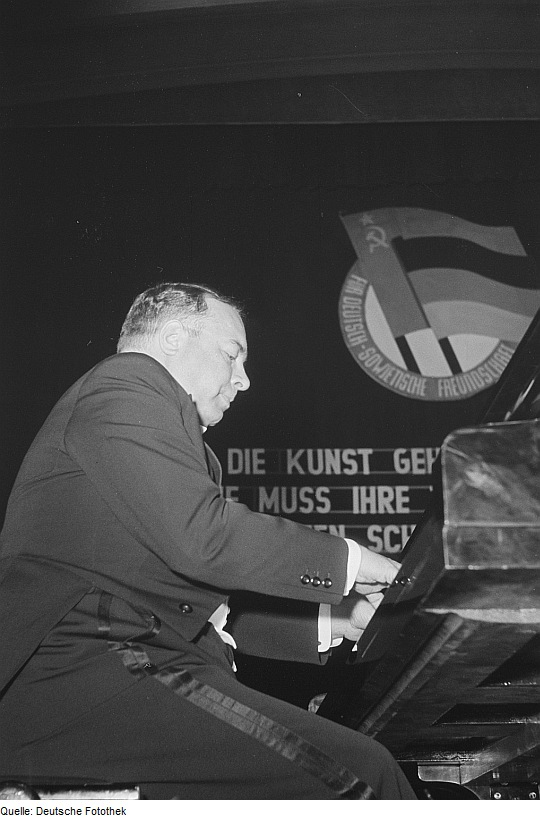
Lew Oborin podczas koncertu w NRD, 26 listopada 1951

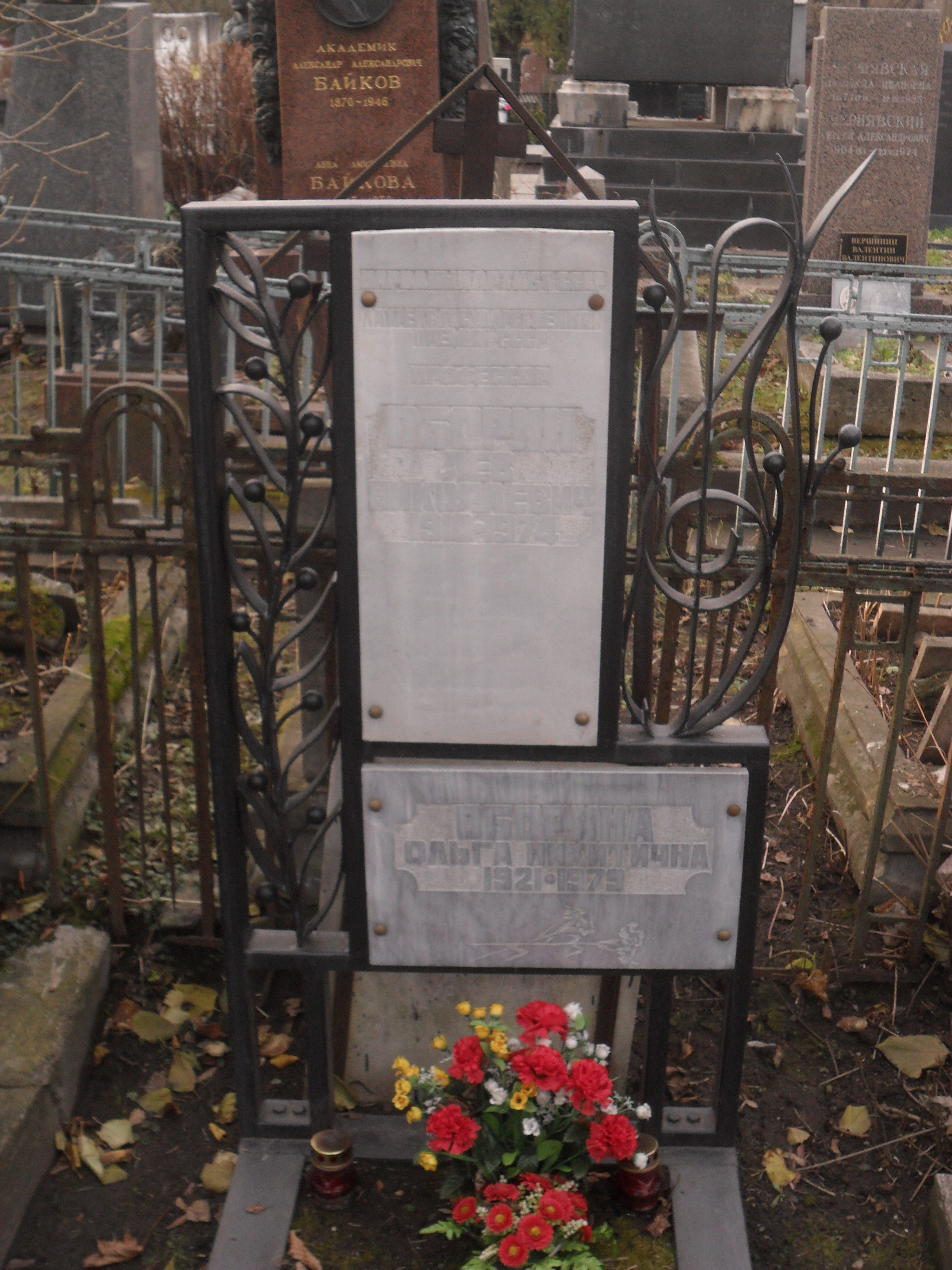
Grób Lwa Oborina na Cmentarzu Nowodziewiczym w Moskwie

Lew Nikołajewicz Oborin, ros. Лев Николаевич Оборин (ur. 29 sierpnia?/11 września 1907 w Moskwie, zm. 5 stycznia 1974 tamże) – rosyjski pianista i pedagog muzyczny; zwycięzca I Międzynarodowego Konkursu Pianistycznego im. Fryderyka Chopina (1927).

## Życiorys

### Młodość i wykształcenie
W czasie wczesnego dzieciństwa rodzina Oborina zmieniała miejsce zamieszkania, a w 1914 osiadła w Moskwie. W latach 1914–1921 Oborin uczęszczał do Szkoły Muzycznej Gniesinych, gdzie stwierdzono, że posiada słuch absolutny. Uczył się równolegle gry na fortepianie i kompozycji. W latach 1921–1926 studiował grę na fortepianie i kompozycję w Konserwatorium Moskiewskim. Pobierał także lekcje z dyrygentury. Studia ukończył z wyróżnieniem.

### Kariera pianistyczna
W 1927 zwyciężył w I Międzynarodowym Konkursie Pianistycznym im. Fryderyka Chopina w Warszawie. Po tym sukcesie rozpoczęła się jego kariera. W niedługim czasie dał koncerty w Polsce i Niemczech, jednak po powrocie do Moskwy, aż do 1945 występował jedynie w ZSRR. W 1936 po raz pierwszy zagrał wspólnie z rosyjskim skrzypkiem Dawidem Ojstrachem, z którym od tego czasu występował i współpracował przez ponad 25 lat. Od 1941 do 1963 grał w trio muzycznym z Dawidem Ojstrachem (skrzypce) i Swiatosławem Knuszewickim (wiolonczela). Po II wojnie światowej zaczął dawać koncerty w wielu krajach europejskich, w Stanach Zjednoczonych i Japonii. Wiele razy powracał też do Polski.
W 1949 i 1955 był zapraszany do grona jurorów Konkursów Chopinowskich, gdzie pełnił też funkcję wiceprzewodniczącego. Był też w jury konkursów w Moskwie, Lizbonie, Paryżu, Leeds i Zwickau.
Przez wiele lat był pedagogiem w Konserwatorium Moskiewskim. W trakcie swej pracy pedagogicznej wykształcił wielu wybitnych muzyków. Do jego uczniów należą m.in.: Władimir Aszkenazy, Giennadij Rożdiestwienski, Michaił Woskriesienski i Natalija Gawriłowa.
Pochowany na Cmentarzu Nowodziewiczym w Moskwie.

## Repertuar
W trakcie swej kariery nagrał wiele płyt z muzyką m.in. Fryderyka Chopina, Ludwiga van Beethovena, Arama Chaczaturiana, Josepha Haydna i Felixa Mendelssohna-Bartholdy'ego.

## Nagrody i odznaczenia
- Order „Znak Honoru” (1937)
- Nagroda Stalinowska drugiego stopnia (1943)
- Order Lenina (1946, 1966)
- Ludowy Artysta ZSRR (1964)
- Państwowa Nagroda RFSRR im. Michaiła Glinki (1966)
- Order Czerwonego Sztandaru Pracy